# Stöttwang
Stöttwang település Németországban, azon belül Bajorországban. Lakosainak száma 1936 fő (2023. december 31.).

## Népesség
A település népessége az elmúlt években az alábbi módon változott:
| Lakosok száma | 995  | 1096 | 1811 | 1797 | 1804 | 1782 | 1813 | 1835 | 1958 | 1936 |
|               | 1970 | 1975 | 2011 | 2012 | 2014 | 2015 | 2017 | 2019 | 2022 | 2023 |